# لويس جيرمين
لويس جيرمين (بالإنجليزية: Lewis Germaine)‏ (1 مارس 1935 بملبورن في أستراليا - 8 أبريل 1992) هو لاعب كريكت أسترالي. لعب مع فريق فكتوريا للكريكت.

## وصلات خارجية
- لويس جيرمين على موقع إي آس بي آن كريك إنفو (الإنجليزية)